# Rancio Valcuvia
Rancio Valcuvia är en ort och kommun i provinsen Varese i regionen Lombardiet i Italien. Kommunen hade 933 invånare (2018).